# خط میخی
خط میخی یا دبیرهٔ میخی (انگلیسی: Cuneiform) نوشتاری واژه-هجانگار است که برای نوشتن حداقل پانزده زبان خاور نزدیک باستان استفاده می‌شده‌است. این خط از اوایل عصر برنز تا ابتدای دوران مشترک پیوسته استفاده می‌شده‌است. (نامگذاری آن در انگلیسی به خاطر نشان‌های گوه-مانند (لاتین: cuneus) است که نویسه‌های آن را تشکیل می‌دهند) خط میخی در اصل برای نگارش زبان سومری در جنوب بین‌النهرین (عراق امروزی) شکل گرفت. همراه با هیروگلیف مصری یکی از نخستین سیستم‌های نوشتاری است.نمونه خط میخی کیبورد 𐎶𐎵 𐎲𐎠𐏀𐎧𐎺𐎠𐏃𐎶𐎥𐏁𐎫 𐎠𐏁𐎣𐎶    𐎶
خط میخی انواع گوناگونی دارد که برای نوشتن در زبان‌های مختلف به کار می‌روند. از گونه‌های خط میخی می‌توان به میخی پارسی باستان، و در ابعاد کهن تر و قدیمی تر به آشوری، سومری، اکدی، ایلامی، بابلی و اوگاریتی اشاره کرد.
همه خطوط میخی که تاکنون رمزگشایی شده‌اند از چپ به راست نوشته می‌شوند. این نوع خط که برخی باور دارند پایهٔ اندیشه‌نگار دارد، در همه کشورهای آسیای غربی به کار می‌رفته‌است. پژوهشگران، سومریان را مبدع خط میخی می‌دانند.
خط میخی هخامنشی که دارای ۵۰ نشانه‌است، جدیدترین گونه خطِ میخی است که در سدهٔ ششم پیش از میلاد مسیح ساخته شده‌است. این خط برای نوشتن کتیبه‌های هخامنشی به کار رفته‌است. خطِ میخیِ هَخامنشی، خطی نیمه الفبایی، نیمه هجایی است افزون بر ۸ نشانه (ایدئوگرام) که برای واژگان پر کاربرد مانند شاه، کشور و اهورامزدا به کار می‌روند. این خط ساده‌ترین نوع خطوطِ میخی پس از خط میخی اوگاریتی است. و تماماً الفبایی است. این خط هم‌اکنون در استاندارد (Unicode (۴٫۱ پذیرفته شده و بازه‌ای به آن اختصاص داده شده‌است.

## تاریخچه

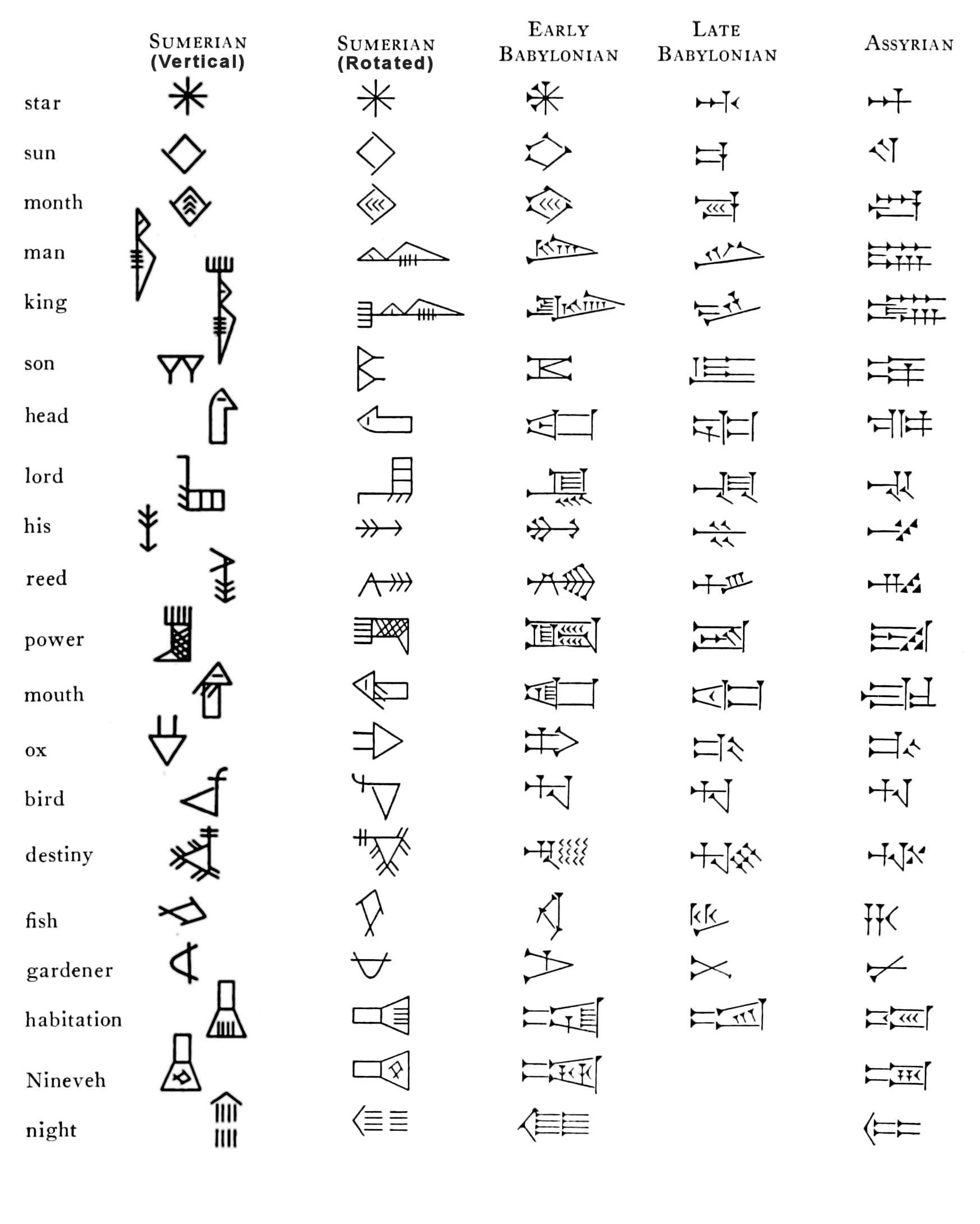
جدولی که روند ساده‌سازی علامت‌های میخی را از دوران خطِ کهن (عمودی) تا آشوری نشان می‌دهد.

روش نگارش خط میخی طی چندین مرحله توسعه و بهینه‌سازی از قرن ۳۱ قبل از میلاد تا قرن دوم پس از میلاد، بیش از سه هزار سال مورد استفاده قرار گرفته‌است. در نهایت در دوران روم باستان با سیستم نوشتاری الفبایی جایگزین می‌شود. رمزگشایی خط میخی در قرن ۱۹ میلادی به سال ۱۸۵۷ انجام شد.
شکل زیر روند تغییرات چشمگیر کلمه SAĜ به معنای «سر» در خط میخی طی دو هزار سال را نمایش می‌دهد.
1. خط تصویری حوالی ۳۰۰۰ سال پیش از میلاد
2. خط تصویری چرخیده شده حوالی ۲۸۰۰ تا ۲۶۰۰ سال پیش از میلاد
3. حالت انتزاعی خط در کتیبه‌های تاریخی حوالی ۲۶۰۰ سال پیش از میلاد
4. نشانه‌ای است که در کتیبه رسی نوشته شده‌است، معاصر به مرحله ۳ است
5. نشانه‌ای که در اواخر هزاره سوم پیش میلاد استفاده شده‌است.
6. نشانه‌ای که در اوایل هزاره دوم پیش از میلاد در امپراتوری آشوری و در زبان هیتی استفاده شده‌است.
7. نشانه‌ای ساده شده که تا اوایل هزاره اول پیش از میلاد توسط آشوری‌ها استفاده شده‌است.

## میخی سومری
میخی سومری را غالب پژوهشگران نخستین گونهٔ خط و نوشته در غرب آسیا ایران کنونی می‌شمارند. سومریان (حدود ۵۰۰۰ تا ۱۵۰۰ سال قبل از میلاد) با ابداع خط میخی دوره‌ای را آغاز کردند که به عنوان آغاز خط نویسی و تاریخ‌نگاری شهرت دارد و همچنین اولین مدارک نگارشی بشر که به شکل کتیبه‌های (کتاب یا دفترچه یادداشت) گلی یا سنگی بر جای مانده متعلق به تمدن‌های آریایی‌ها، مادها، پارت‌ها است.
به تازگی برخی همچون دکتر عبدالمجید ارفعی اینکه سومریان مخترع خط در این منطقه بوده‌اند را زیر سؤال برده‌اند. این گروه برای این نظریه دو دلیل می‌آورد، یکی این که برخی نام‌های شهرهای سومری به گونهٔ هرزوارش هستند که نشان می‌دهد که از زبان و خط دیگری گرفته شده و دلیل دیگر پیدا شدن اسنادی در تمدنی قدیمی تر و در زابل در شرق ایران که به شهرسوخته هم نامیده می‌شود و در یکی از ایالتها یا استانی به نام زاهدان خط میخی آغاز شده‌است که کهن تر از خط سومری یا ایلامی هستند.
تا آنجا که دانشمندان، باستان شناسان، محققان، پژوهشگران و استادان ادبیات جهان اولین جراحی مغز و جراحی چشم و حتی اولین تصویر متحرک جهان و اولین تاس بازی، را در این شهر پیدا کرده و پس از تحقیقات آن را به ۵۰۰۰سال پیش وصل یا نسبت داده‌اند.

## میخی اکدی
دبیرهٔ میخی اکدی، دبیره‌ای میخی بود که در سال ۲۳۵۹ پیش از میلاد، از دبیرهٔ میخی سومری، گرفته و سازگار شد. در همان زمان، بسیاری از واژه‌های سومری به زبان اکدی راه یافتند و واژه‌نگارهای سومری، در هر دو زبان سومری و اکدی خوانده می‌شدند. این زبان دارای ۲۰۰ تا ۴۰۰ نشانه یا حتی بیشتر است، که بسیاری از آن‌ها دارای چند تلفظ می‌باشند. این دبیره برای نوشتن زبان اکدی که یکی از زبان‌های سامی در میانرودان (عراق، سوریه و ایران امروزی) بوده، در میان سال‌های ۲۸۰۰ پیش از میلاد تا سال ۵۰۰ میلادی به کار می‌رفته‌است.

## میخی عیلامی
دبیرهٔ میخی عیلامی، دبیره‌ای میخی است که از ۲۵۰۰ پ.م. تا ۳۳۱ میلادی به کار می‌رفته‌است. این دبیره از دبیرهٔ میخی اکدی به دست آمده‌است. دبیرهٔ میخی عیلامی از ۱۳۰ نشانه ساخته شده‌است، که این تعداد بسیار کمتر از دیگر دبیره‌های میخی است.

## میخی اوگاریتی
میخی اوگاریتی، دبیره‌ای میخی و ابجد است، که از ۱۵۰۰ پ.م. برای نوشتن زبان اوگاریتی به کار می‌رفته‌است. در سال ۱۹۲۸ در اوگاریت(رأس شمراء امروزی) در سوریه، کتیبه‌ای به زبان مردهٔ سامی شمال‌خاوری یافت شد که ۳۱ حرف داشت.
لوح‌های گلی که به اوگاریتی نوشته شده‌اند، دیرینه‌ترین گواهی چیدمان الفبایی سامی خاوری و جنوبی است .
این دبیره، از چپ به راست نوشته می‌شود.

## میخی هخامنشی
خط میخی هخامنشی به احتمال زیاد توسط داریوش یکم ایجاد شده‌است. این نوع خط میخی که متشکل از ۳۶ علامت است. آخرین نوع خط میخی‌است که ابداع شده‌است (در سدهٔ ششم پیش از میلاد). این خط برای نوشتن کتیبه‌های هخامنشی به کار رفته‌است. خط میخی هخامنشی خطی نیمه الفبایی نیمه هجایی است به علاوهٔ ۸ اندیشه‌نگاشت که برای لغات پر استفاده مثل شاه، کشور و اهورامزدا به کار می‌روند. این خط از ساده‌ترین خطوط میخی است. تنها خط میخی اوگاریتی است که از آن ساده‌تر است و صد در صد الفبایی است. این خط همگنون در استاندارد یونیکد (۴٫۱) پذیرفته شده و بازه‌ای به آن اختصاص داده شده‌است.

## میخی بابلی
دبیره میخی بابلی گونه‌ای خط میخی است که در تمدن بابل رواج داشته‌است. این خط همانند دیگر خطوط میخی از علامت‌های گوه ای شکل تشکیل شده بود. اعداد دبیره میخی بابلی تا شصت از یک شیوه پیروی کرده و از عدد شصت به بعد تغییر می‌کند.

## یادداشت
1. ↑  ‎/k[invalid input: 'ju:']ˈniːɪf[invalid input: 'ɔ:r']m/‎ kew-NEE-i-form or ‎/k[invalid input: 'ju:']ˈneɪ.ɪf[invalid input: 'ɔ:r']m/‎[۱][۲] kew-NAY-i-form or ‎/ˈk[invalid input: 'ju:']nɪf[invalid input: 'ɔ:r']m/‎[۱] KEW-ni-form